# Acquedolci
Acquedolci település Olaszországban, Szicília régióban, Messina megyében. Lakosainak száma 5483 fő (2023. január 1.). Acquedolci Caronia, San Fratello és Sant’Agata di Militello községekkel határos.

## Népesség
A település népességének változása:
| Lakosok száma | 5722 | 5663 | 5483 |
|               | 2017 | 2018 | 2023 |